# Talsperre Šance
Die Talsperre Šance (500 m n.m.) befindet sich unweit der Entstehung des Flusses Ostravice im Katastergebiet der Gemeinde Staré Hamry (Tschechien) im Tal am Fuß der höchsten Berge der mährisch-schlesischen Beskiden, Smrk und Lysá hora. Der Stausee dient als Trinkwasserspeicher der Stadt Ostrava, daher ist darin das Baden verboten. Der Stau erstreckt sich in den Tälern der Ostravice und ihres Zuflusses Řečice.
Gebaut wurde die Talsperre in den Jahren 1964 bis 1969 als Hochwasserschutzeinrichtung. Benannt ist sie nach dem in der Flussschleife gegenüber der Einmündung der Řečice befindlichen Bergsporn Šance (575 m), der heute zu großen Teilen unter dem Wasserspiegel liegt. 
Unter der Wasserfläche verschwand auch das Zentrum von Staré Hamry und die Eisenbahnstrecke Ostravice-Bílá der Lokalbahn Friedland–Bila. Der Stauraum erstreckt sich bis zum Gruň.